# Forró rágógumi 2. – Veled akarok járni!
A Forró rágógumi 2. – Veled akarok járni! (izraeli: Yotzim Kavua, német: Eis Am Stiel 2 – Feste Freundin, angol: Lemon Popsicle II. – Going Steady) 1979-es izraeli–német kultuszfilm. A Forró rágógumi sorozat második darabja.

## Történet
Amikor új lány, Tammy, érkezik a városba, Benji beleszeret, és kezét-lábát töri, hogy randevút kérjen tőle. Egy buli alkalmával Benji le akarja fektetni, de a lány nem megy bele, ezért Benji inni kezd. Tammy otthagyja a fiút és Huey barátnőjét, Marthát, akit titokban Benjibe szerelmes. Martha bevallja Benjinek, hogy szerelmes belé, és csak azért jár Huey-val, hogy közelebb legyen hozzá.

## Szereplők
| Szerep                 | Színész            | Magyar hang       |
| ---------------------- | ------------------ | ----------------- |
| Benji / Bentzi         | Yftach Katzur      | Rudolf Péter      |
| Bobby / Momo           | Jonathan Sagall    | Jakab Csaba       |
| Huey / Yudale          | Zachi Noy          | Kerekes József    |
| Martha / Bracha        | Rachel Steinerl    | Kiss Erika        |
| Romek, Benji apja      | Menashe Warshavsky | Beregi Péter      |
| Sonja, Benji anyja     | Dvora Kedar        | Győri Ilona       |
| Vera néni / Fanny néni | Olga Spondorf      |                   |
| Tammy                  | Yvonne Michaels    | Tóth Enikő        |
| Tammy anyja            | Judith Koren       |                   |
| Tammy apja             | Yasha Katz         | Kisfalussy Bálint |
| Shelly                 | Dafna Armoni       |                   |
| Bazoom/Tnuva           | Nurit Maane        |                   |
| Bazoom barátja         | Joel Lila          |                   |
| Ikrek egyike           | Dorit Kroizer      |                   |
| Ikrek másika           | Orit Kroizer       |                   |
| Lány a Montana-ban     | Orna Dagan         |                   |